# サン機工
株式会社サン機工（サンきこう）とは滋賀県湖南市に本社を置く建設・鉱山用工具を取り扱う企業である。

## 概要
掘削・切削用の工具を主に製造・加工する。
シールドマシンの先端に取り付けられるカッタービットの製造では国内のほぼ半分のシェアを有する。また、タングステンとコバルトの超硬合金と、鉄の台金の異種の金属を接合する「銀ろう付け」は主力の技術の1つである。この作業は摂氏700度の高温下で行われ、3人の社員が技術を有する。一方で鉄が摩耗しないためのコーティング「硬化肉盛り溶接」はロボットも導入した作業をする。

## 沿革
1950年（昭和25年）に京都市左京区岡崎で個人創業し、はじめはねじの二次加工を手掛けていた。1955年（昭和30年）には有限会社木村鉄工所が設立され、1970年（昭和45年）には本社を現在地に移転して株式会社になる。その後、1970年代前半からは掘削ドリルのロックビットの事業に着手した。